# Contributions from the United States National Herbarium
Contributions from the United States National Herbarium (abreviado Contr. U.S. Natl. Herb.) fue una revista con descripciones botánicas que fue editada por el Instituto Smithsoniano del que fueron editados 38 volúmenes en los años 1890-1974. Fue sustituido por Smithsonian Contributions to Botany.